# Andrej Bockelmann
Andrej Bockelmann (* 1941) ist ein deutscher Journalist und Dokumentarfilmer.
Bockelmann ist der Sohn des ehemaligen Frankfurter Oberbürgermeisters Werner Bockelmann.
Bockelmann arbeitete u. a. für die ARD und den Hessischen Rundfunk und führte Regie bei mehreren Dokumentarfilmen. 1983 drehte er eine Dokumentation über Martin Luther.
Sein Cousin war Udo Jürgens.